# Idzisław
Idzisław – imię męskie, neologizm utworzony na wzór imion słowiańskich. Spolszczone imię Idzi uzupełnione zostało przyrostkiem imienniczym -sław.
W źródłach polskich poświadczone w 1212 roku. W XXI wieku nie zostało wykazane w rejestrze PESEL, wśród publicznie dostępnych danych dotyczących osób żyjących, ani jako imię pierwsze, ani jako imię drugie.
Idzisław imieniny obchodzi 23 kwietnia i 1 września.